# بخش صومعه
بخش صومعه، یکی از بخش‌های شهرستان ترکمانچای در استان آذربایجان شرقی ایران است. مرکز این بخش، روستای صومعه است.

## تقسیمات کشوری
- بخش صومعه
  - دهستان بروانان شرقی
  - دهستان گاوینه‌رود

## جمعیت
بر پایه سرشماری عمومی نفوس و مسکن در سال ۱۳۹۵، جمعیت بخش صومعه برابر با ۶٬۳۵۶ نفر بوده است.